# Јан Тајген
Јан Тајген (нор. Jahn Teigen; 27. септембар 1949. - 24. фебруар 2020) био је норвешки музичар, глумац и комичар. Три пута је представљао Норвешку на Песми Евровизије. Од 2006. до смрти је радио у Шведској.

## Каријера
Јан Тајген је рођен у Тенсбергу, 27. септембра 1949. године. Каријеру је започео крајем 1960-их, када је објавио неколико синглова и један албум са бенд Enemies. Међутим, до његовог пробијања на музичку сцену дошло је тек почетком 1970-их када је био певач норвешког бенда Popol Vuh. Са њима је издао 3 албума. Њихов најпопуларнији албум објављен је 1976, под називом Stolen From Time. Тада су променили име у Popol Ace. Са бендом је 1972. наступио на једном од највећих фестивала Roskildе фестивалу. Бенд се распао након што је Јан Тајген одлучио да започне соло каријеру.
1977. се придружио бенду Prima Vera. Са њима је певао песме са хумористичним тесктовима. Њихов најпопуларнији албум под називом Brakara је издан 1978. године и продан је у 100.000 примерака. Са бендом је објавио још неке познате песме попут De gærne har det godt и Så lykkelig i Sverige. Бенд је напустио 1984. године.
У својој дугогодишњој каријери је обајвио мноштво албума од којих су најпознатији This Year's Loser, Klovn uten scene, Lys и Utkledd som meg selv. Такође је објавио бројне компилације песама попут All We Have Is The Past, Hopp 78–83 и 40 største hits.

## Песма Евровизије
Први пут је на Песми Евровизије наступио 1978. године са песмом Mil etter mil, представљајући Норвешку. Наступио је други и био је задњи од 20 песама без иједног освојеног бода. Тиме је постао први учесник који је освојио нула бодова под системом гласања који је уведен 1975. године. Без обзира на резултат песма је у Норвешкој постала један од највећих хитова у тој години. 1982. се враћа на Песму Евровизије са песмом Adieu, коју је отпевао са својом будућом супругом Анитом Скорган. Били су дванаести од 18 песама са 40 освојених бодова. 1983. је поново представљао Норвешку, али са песмом Do re mi. На сцени му се опет придружила Анита Скорган као пратећи вокал. Био је девети са 53 бода. На норвешком националном избору за Песму Евровизије, Melodi Grand Prix, је надступио рекордих 14 пута, а 3 пута је победио. 1991. године је био коментатор заједно са Џоном Андреасеном.

## Лични живот
1984. године се оженио за певачицу Аниту Скорган са којом је у два наврата наступио на евровизијској сцени. Са њом је добио једну ћерку. Растали су се 1987. године.

## Смрт
Умро је у Шведској, у Истаду, 24. фебруара 2020. године.